# 9К52 «Луна-М»
«Луна-М» (Індекс ГРАУ — 9 К52, по класифікації НАТО — FROG-7) — сімейство радянських тактичних ракетних комплексів з некерованою балістичною ракетою, прийшло на зміну комплексу 2К6 «Луна».

## Бойове застосування

### Війна Судного дня
Застосовувалися арабською стороною під час війни Судного дня.
У Єгипту було щонайменше 24 пускових установок. 6 жовтня лінією Бар-Лева єгиптянами було зроблено пуски 12 ракет з трьох позицій. За всю війну Єгипет випустив 80 ракет «Місяць» ізраїльськими силами в окупованому Синаї. Результати влучень відомі лише уривчасто, в районі «Китайської ферми» влучення ракет призвели до важких втрат живої сили Ізраїлю, також відомо, що в північній частині фронту влучення ракет було знищено не менше 5 систем ППО.
Сирійці в перший день запустили 3 ракети. 8 жовтня Сирія запустила ще 7 ракет і 9 числа ще 6, всього 16 ракет. 1 або 2 ракети потрапили по авіабазі Рамат-Давид, також були попадання ракет по місту Мігдаль-ха-Емек, мошава Кфар-Барух і Нахалаль, кібуці Іфат і Гват. 2 або 3 влучення призвели до значних руйнувань військової інфраструктури Ізраїлю, цивільні будівлі також постраждали. Деяка кількість ізраїльтян постраждала, зокрема загинув один пілот і кілька десятків людей було поранено.

### Війна в Афганістані
На остаточній стадії Афганської війни, безпосередньо перед виведенням військ, у жовтні 1988 року до Афганістану зі складу КТуркВО було введено 47-й окремий ракетний дивізіон (47-й ордн). Це єдиний прецедент в історії ЗС СРСР із бойового застосування тактичних ракет. 47-й ордн за три місяці до виведення військ, зробив 92 запуску за позиціями афганських моджахедів.

### Ірано-іракська війна
Ірак під час війни випустив по Ірану 67 ракет із комплексів «Луна-М». За іранськими даними іноді попадання цих ракет призводили до величезних втрат, наприклад, в результаті попадання першої ж випущеної ракети втрати іранців склали 70 вбитими та 300 пораненими.

### Війна в Перській затоці
За оцінкою США перед війною з Кувейтом у Іраку було 25 ракетних комплексів «Луна-М».
У ході війни з Кувейтом в серпні 1990 року Ірак як трофеї захопив 12 ракетних комплексів даного типу і 120 балістичних ракет до них. У ході операції «Буря в пустелі» у січні-лютому 1991 року Ірак здійснив 86 пусків ракет супротивнику з комплексів «Луна-М».
Під час війни у Перській затоці лише підрозділами морської піхоти США було знищено 5 позицій ракетних комплексів «Луна-М». Іракці використовували «Луна-М» у ролі приманки, видаючи ці ракети, які вже давно застаріли, під виглядом далекобійних систем «СКАД». Декілька підрозділів були підготовлені саме для імітації реальних ракетних комплексів.
З іншого боку, такі ракети активно застосовувалися для завдання ударів у ході наступу на саудівське місто Хафджі. Намагаючись зупинити ракетні обстріли, були відправлені літаки-штурмовики, один з яких був збитий над позиціями ракетних установок «Луна-М». 21 лютого 1991 року ракетою «Луна-М» на території Саудівської Аравії було враженорасположение сенегальських солдатів, 1 одиниця техніки вийшла з ладу, 8 солдатів було поранено, в іншому випадку іракська ракета потрапила за розташуванням 1-ї кавалерійської дивізії США, поранивши 23 американських солдатів.
Після війни в Іраку залишилося 29 ракетних комплексів «Луна-М», що навіть більше, ніж було перед серпнем 1990 року. США звинуватили Ірак у цьому що не хоче повертати трофейні пускові установки Кувейту.

### Війна в Іраку
За час війни в Іраку іракська армія запустила 3 або 5 ракет Аль-Самад II (іракська версія ракети ТРК «Місяць-М»).
27 березня 2003 року іракська ракета Аль-Самад II була запущена по головній американській базі в Кувейті «Кемп Доха». Під час підльоту ракета була уражена комплексом ЗРК «Петріот». На базу обрушилися уламки ракети, ніхто не постраждав. Інша іракська ракета впала недалеко від торгового центру в Кувейт-Сіті, було поранено дві людини і пошкоджено сам торговий центр.
7 квітня 2003 року іракська версія ракети ТРК «Луна-М» уразила командний центр 2-ї бригади 3-ї піхотної дивізії США. Внаслідок вибуху загинуло 3 солдати та 2 журналісти, 17 поранено. Також було знищено 17 військових автомобілів Humvee та пошкоджено 5 бронемашин.
Транспортна машина 9Т29 ракетного комплексу «Луна-М» у Технічному музеї Тольятті

### Громадянська війна у Сирії
Застосовувалася урядовими військами під час громадянської війни у Сирії.
У середині 1970-х років комплекс почав заміщатися комплексом «Точка».

## Тактико-технічні характеристики
- Дальність пострілу — 15-70 км.
- Кругове ймовірне відхилення — до 700 метрів.
- Ракети — 9М21Б з ядерною бойовою частиною (БЧ) 9Н32, 9М21Ф з осколково-фугасною БЧ 9Н18Ф, 9М21Д з агітаційною БЧ 9Н18А і 9М21Г з хімічною боєголовкою 9Н18Г; також в 1969 році була прийнята на озброєння осколкова БЧ 9Н18К касетного типу[1].
- Маса установки — 16,4 т, ракети (9М21) — 2,5 т. Розрахунок — 5 осіб. Пускова установка — на шасі ЗІЛ-135 ЛМ, транспортна машина — на шасі ЗІЛ-135ЛТМ[1].
- Маса транспортної машини без ракет — 12,15 т, розрахунок — 2 людини.
- Максимальна швидкість машин — 60 км / год.[2].

## Оператори
Дійсні
- Білорусі — деяка кількість (загально 36 комплексів «Місяць» та «Точка»), станом на 2016 рік.
- Єгипет — 9 комплексів 9К52, станом на 2016 рік.
- Куба — 65 ПУ станом на 2016 рік.
- Сирія — від 18 до 30 ПУ станом на 2016 рік.
- Північна Корея — 24 комплекси 2К6/9К52 (FROG-3/FROG-5/FROG-7), станом на 2016 рік

Колишні
- Афганістан — деяка кількість комплексів 9К52, станом на 2010 рік.
- Болгарія — 28 ПУ «Луна-М», станом на 1995 рік.
- Україна — 50 станом на 2015 рік.
- Росія — 16 комплексів 9К52 станом на 2010 рік.
- Угорщина
- НДР
- Лівія — 45 комплексів 9К52, станом на 2010 (40 ПУ на 1997).
- Польща — 49 комплексів 9К52, у літах 1966—2001.
- Румунія — близько 20 ПУ «Луна-М», станом на 1997 рік.
- Ємен — 12 комплексів 9К52, станом на 2010 рік.
- Чехословаччина
- Югославія